# サガルド
サガルド（バスク語: Sagardo）またはサガルドア（バスク語: Sagardoa）は、スペインとフランスにまたがるバスク地方で生産され、サガルドテギ（Sagardotegi, [s̺aɡaɾdoˈteɡi]）と呼ばれる醸造所/レストランなどで提供されるシードル（リンゴ酒）の一種である。バスク料理を構成する要素のひとつである。バスク州ギプスコア県が主要産地であり、サガルドテギはアスティガラガ周辺に多く集まっている。サガルドテギで飲まれる以外には、ワインやビールのようにボトル詰めされて売られている。サガルドの大部分は非炭酸であるものの、グラスに注ぐ際には高所から落とすエスカンシアールという注ぎ方で気泡を含ませる。サガルドテギではタラのオムレツやステーキ、マルメロのゼリーやナッツとともに食される。

## スペインのリンゴ酒
2003年のスペインの酒類販売量はビール（麦酒）が315万キロリットル、ワイン（ブドウ酒）が128万キロリットル、蒸留酒類が25万キロリットル（ウイスキー34%、ジン14%、ブランデー14%、ラム11%）、シードル（リンゴ酒）が8.5万キロリットルだった。ヨーロッパにおけるリンゴ酒の販売量はイギリス（サイダー）の57万キロリットルが別格であり、スペインの8.5万キロリットルはフランス（シードル）の10万キロリットル、ドイツ（アップフェルヴァイン）の7万キロリットルなどと同等である。
スペインでリンゴが生産されているのは比較的冷涼なビスケー湾岸（エスパーニャ・ベルデ）のみである。その中でもアストゥリアス地方とバスク地方がリンゴ酒の産地として有名であり、バスク地方ではスペイン全体の約20%を、それ以外のほぼすべてをアストゥリアス地方で生産している。バスク地方のリンゴ酒はアストゥリアス地方のリンゴ酒よりも酸味が強いとされる。

## 歴史

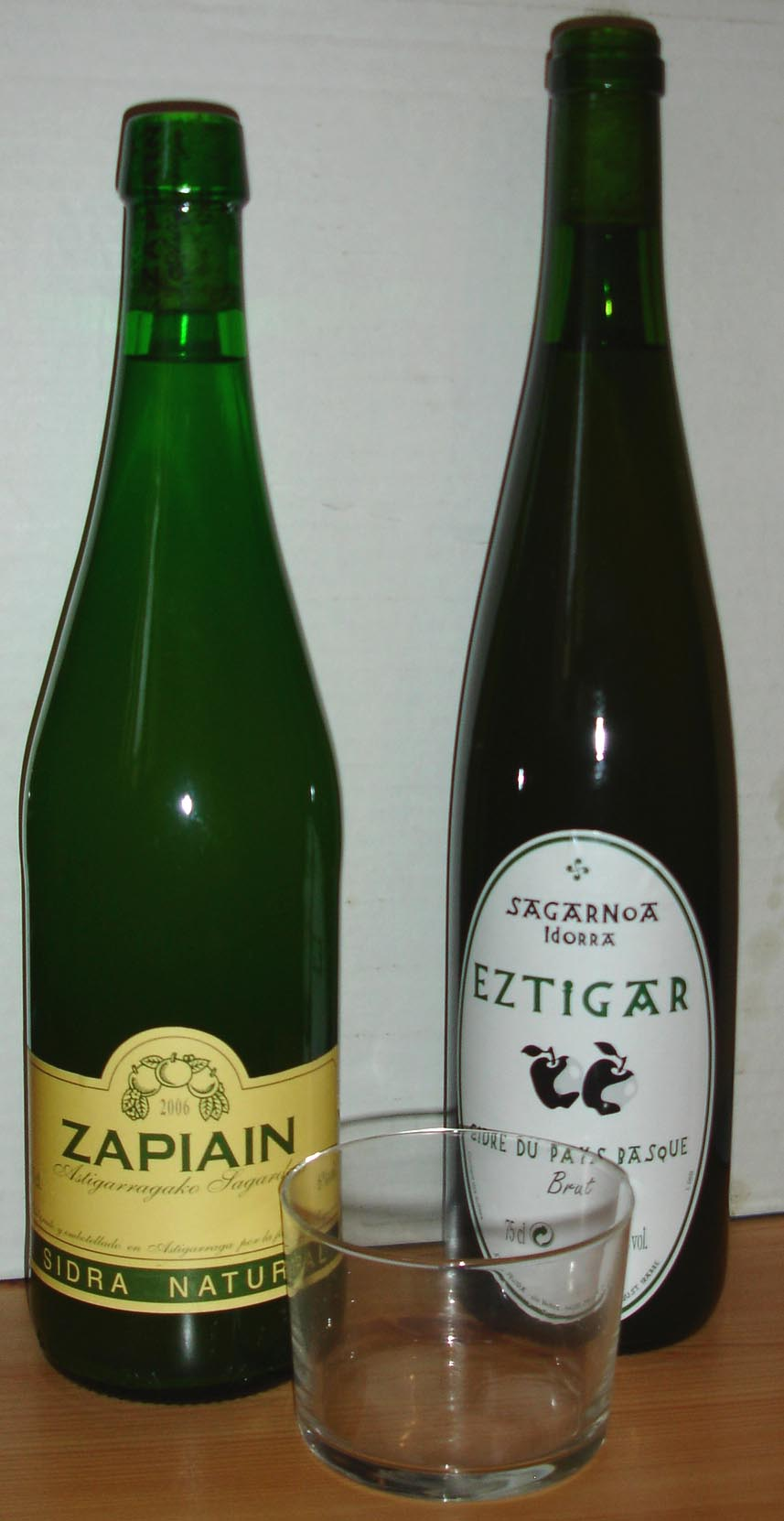
瓶入りのサガルド

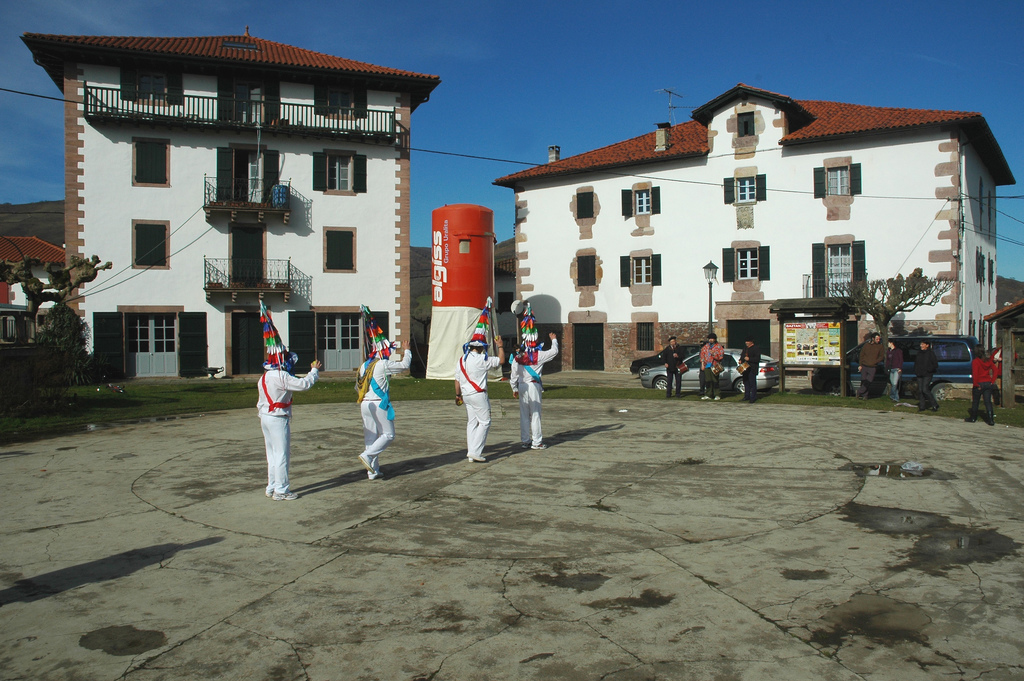
バスタン谷でのサガル＝ダンツァ（リンゴ舞踊）

### 中世
バスク地方のリンゴ酒が初めて文献に登場するのは11世紀や12世紀に遡る。1014年にナバーラ王サンチョ3世がレイレ修道院に特使を送った記録の中で、リンゴ栽培とリンゴ酒生産に言及した。1134年頃には巡礼者Aymeric Picaudが日記「Codex Calixtinus」でバスク人はリンゴ栽培とリンゴ酒を飲むことに卓越していると言及した。16世紀の宗教裁判官であるPierre de Lancreもまた、バスク地方を「リンゴの土地」であると言及した。北西大西洋のグリーンランドやニューファンドランドに遠征するバスク人捕鯨者や漁業者は、リンゴ酒を真水より優先して使用していたことで知られる。特にワイン（ブドウ酒）の流通が困難だった山間部でリンゴ酒が広まり、「ワイン」（ブドウから生産するアルコール飲料）をリンゴから生産するアルコール飲料であると認識していた地域もあったとされる。

### 姓や地名との関連
歴史的にバスク地方の農場の大部分はリンゴ園を所有していたし、バスク語の姓やバスク地方の地名の多くはリンゴ栽培やリンゴ酒生産と関係している。その最初期の例として、1291年にはシャガロと呼ばれる場所がナバーラ地方の文献に記載されている。1348年以降に書かれた文献には、「広いリンゴ園」の意味を持つシャガスティサバル、「リンゴ園」の意味を持つシャガスティ、「2つのリンゴ園」の意味を持つビシャガスティ、「リンゴの道」の意味を持つシャガルビデ、「新しいリンゴ園」の意味を持つシャガスティベリ、「美しいリンゴ園」の意味を持つシャガスティエデル、「上部のリンゴ園」の意味を持つシャガスティゴイティア、「少数のリンゴ園」の意味を持つシャガスティグチなどの姓が記録されている。その後にもサガルドの生産に関連する姓として、「圧搾機」を意味するドラレ、「圧搾機の家」を意味するドラレチェ、「新しい圧搾機」を意味するトラレベリ、「大きな圧搾機」を意味するトラレサル、「小さな圧搾機」を意味するトラレチピ、「2つの樽」を意味するウパビ、「樽の建造」を意味するウペラテギなどが登場する。

### 伝統との関連

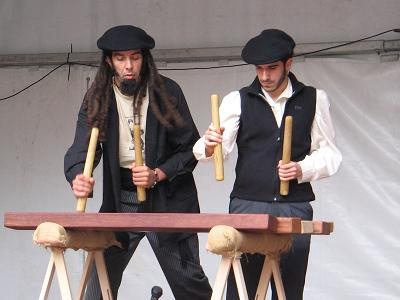
演奏中のチャラパルタ奏者

バスク地方に伝わるチャラパルタという打楽器はリンゴ酒の製造と密接に関係している。リンゴ酒の破砕に用いる木板を円筒状の棒で叩いて打楽器としたものであり、リンゴ酒の発酵が終わると隣人を呼んで祝うために叩かれた。あまり知られていないものの、チャラパルタに関連する楽器にキリコケタがある。
リンゴ酒は妊娠中の女性にとって好ましいものであるとする言い伝えがある。バスク地方には「サガルドは子どもをもたらす。サクランボは子どもを奪う」(sagardoak umea ekarri, kerexiak eraman)というバスク語のことわざがある。スペイン語にもよく似た「シードラは良い。サクランボは悪い」(la sidra es buena, las cerezas malas)ということわざがある。
バスク地方に伝統的に伝わるベルチョラリ（即興詩歌人）はリンゴ酒、サガルドテギ、リンゴ酒生産を題材にすることがある。以下に示しているのは1893年に歌われたベルチョ（即興詩歌）である。
| バスク語                                                                                     | 英語訳                                                                                               | 日本語訳                                                                                |
| -------------------------------------------------------------------------------------------- | --- | --------------------------------------------------------------------------------------- |
| Lenago jendia zeguen oso tristura aundiyan orain jaietan kanta ditzagun lasai sagardoteriyan | Previously people were highly dispirited but now let us sing on the fairs at ease in the sagardotegi | かつて人々は ひどく落ち込んだ しかし今では市（いち）で歌う 安らぎとともにサガルドテギで |

### 低迷と復活

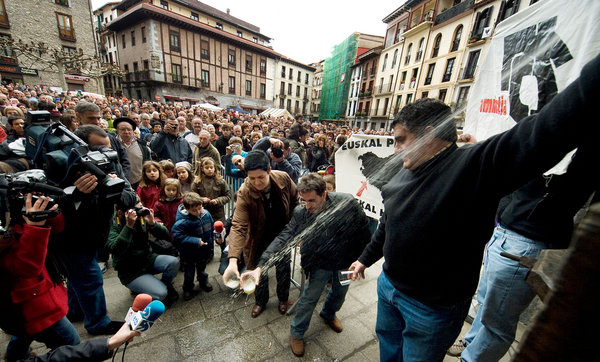
エルナニのサガルド・エグナ

伝統的にリンゴの収穫は共同作業であり、圧搾機を所有していない住民も収穫時の貢献度に応じてリンゴ酒を受け取ることができた。しかし、19世紀にはリオハ・アラベサでワイン生産が拡大し、また穀物生産やそれに関連するビール生産が拡大すると、リンゴ酒の消費量は減少し、リンゴはリンゴ酒の原料としてではなく生食用の果物とみなされるようになった。20世紀初頭、バスク地方の各県はリンゴ酒生産を支援し、リンゴ園の植栽に補助金を出したが、1930年代後半のスペイン内戦とそれに続く苦難の結果、多くのリンゴ園が放棄されてリンゴ酒の生産量は急減した。この期間のリンゴ酒生産はギプスコア県を除いて実質的に停止した。
1980年代、ギプスコア県ウスルビルの町はリンゴ酒の飲酒を促進するためのサガルド・エグナ（リンゴ酒の日）の先駆者となった。ウスルビルのサガルド・エグナが1981年に初開催されると、ウスルビルの成功に他の町も続き、自らの町でもサガルド・エグナを祝うようになった。

## 生産過程

### リンゴ栽培

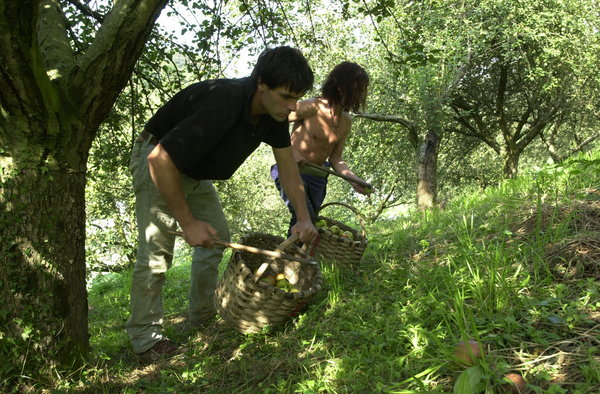
伝統的手法によるリンゴの収穫

バスク語でリンゴは sagar（サガル）と呼ばれる。リンゴ酒生産には多くのリンゴ品種が使用されている。バスク語学者のレスレクシオン・マリア・デ・アスクエが1905年に出版した辞書だけでも、80品種以上のリンゴが記載されている。生産者が求める個性に応じて異なる品種が使用される。大半のリンゴ酒用リンゴ品種は隔年結実性であり、収穫の翌年には花芽を付けるだけで実を結ばない性質を持っている。バスク地方のリンゴ酒はアストゥリアス地方のリンゴ酒よりも酸味が強いとされる。

#### リンゴ品種

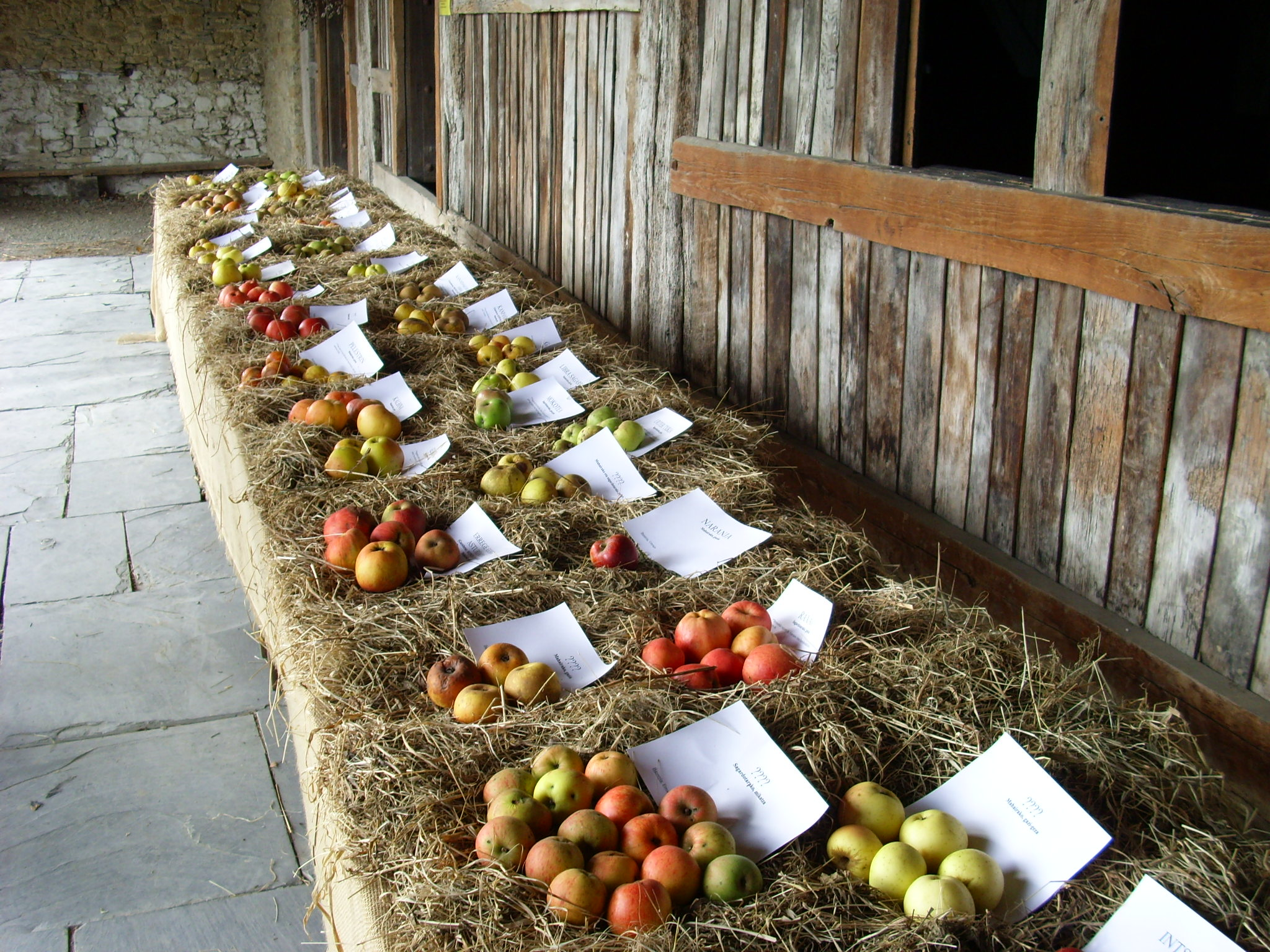
バシェリに並べられたリンゴ

- エレシラ種 (Errezila) : はっきりした味わいで甘い（緑色のまだら模様） : もっとも一般的な品種。
- ゲサ・ミニャ種 (Geza miña) : はっきりした味わい（緑色）
- ゴイコエチェア種 (Goikoetxea) : はっきりした味わい（赤色）
- モコア種 (Mokoa) : はっきりした味わい（赤色）
- モソロア種 (Mozoloa) : 甘くみずみずしい（緑色）
- パトゥスロア種 (Patzuloa) : 甘くみずみずしい（薄い緑色）
- チャラカ種 (Txalaka) : 酸味と甘みを兼ね備える（明るい緑色）
- ウガルテ種 (Ugarte) : 酸味が強い（赤色）
- ウルディン・サガラ種 (Urdin sagarra) : はっきりした味わい（上部は赤色、下部は緑色）
- ウルテビ・チキア種(Urtebi txikia) : はっきりした味わい（黄緑色）

### 生産

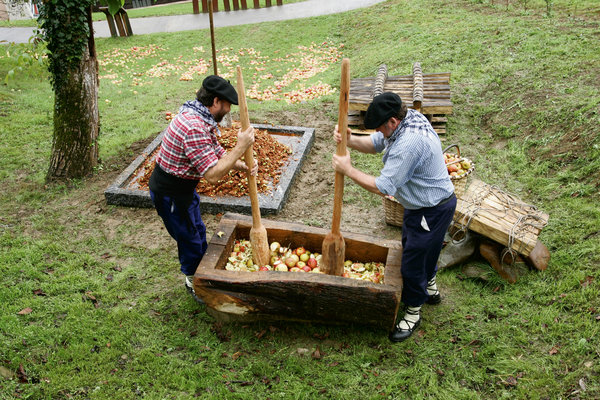
機械を用いない伝統的なリンゴの圧搾手法

16世紀の典型的なサガルドテギは、タイル屋根を持つ2階建ての農場家屋であり、圧搾室、貯蔵室、調理室の3つの部分からなっていた。伝統的な製造方法では、木槌で押しつぶしてリンゴを破砕し、木箱に入れて圧搾し、クルミの大樽で野性発酵させるか乳酸菌で自然発酵させる。かつてのバスク地方では、木槌で長桶をリズミカルに叩いて発酵の終了と新酒の完成を村人に伝えた。現在でもバスク地方で演奏されているチャラパルタは、この情報伝達から生まれた楽器とされている。
年間30万リットル以上を生産する大規模生産者は10社以下であり、大規模生産者は総生産量の約60%を生産している。年間14万-30万リットルを生産する中規模生産者は10社から20社であり、中規模生産者は総生産量の約20%を生産している。年間14万リットル以下を生産する小規模生産者は約50社であり、小規模生産者は総生産量の約20%を生産している。バスク地方でもっとも生産量の多い企業はナバーラ州レクンベリに拠点を置くエンバサドス・エバ社であり、スペインでは発泡性リンゴ酒の市場をほぼ独占している。バスク地方とアストゥリアス地方でリンゴ酒の製造方法に大きな違いはない。

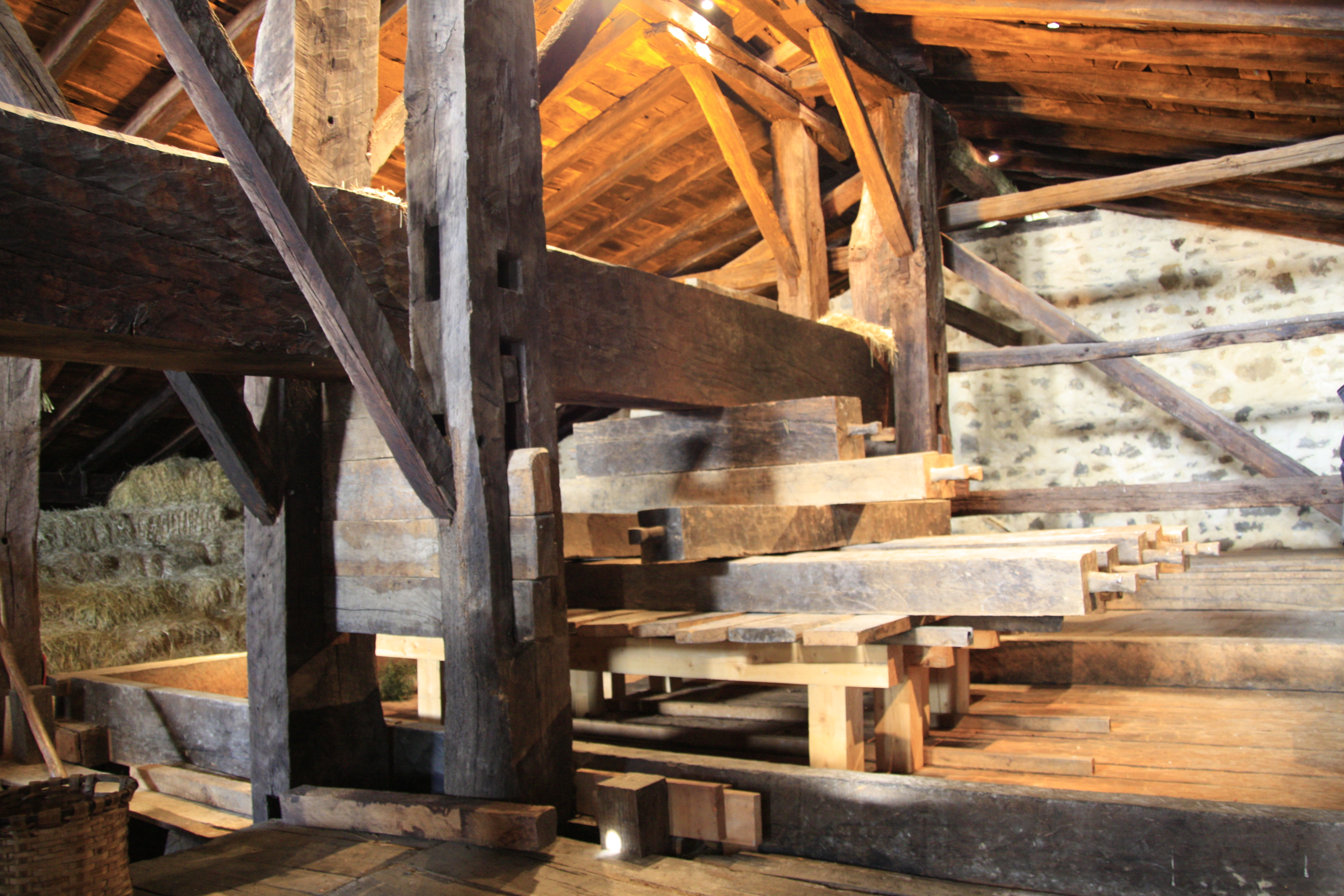
イガルトゥベイティ・バシェリ博物館にあるトラレ

アルコール生成に必要な糖度、変色を防ぐ十分な酸度、味わいの基となる十分な苦みを得てから、秋季（9月末から11月中旬）にリンゴが収穫される。収穫したリンゴを洗浄した後、苦みを生み出す種子を除いて果実が破砕される。伝統的には木桶に入れたリンゴを木製の杵で破砕していたが、今日では衛生面や製造量の観点からステンレス製の破砕機が使用されることが多い。その後果汁と果皮などを浸漬するマセレーションを行い、マスト（搾りかす）が集められた後に、圧搾機で果汁を搾りとる。ゼラチンなどで清澄した後に、樽に入れられて熟成される。発酵には二段階の過程がある。第一段階はアルコール発酵であり、好気性処理で天然の糖分がアルコールに変質する。この過程は状況に応じて10日間から1か月半続く。第二段階はリンゴ酸が乳酸に変質する過程であり、酸味が減少して飲みやすさが増す。この過程は2か月から4か月続く。澱引きを行うと完成であり、ボトル詰めされる。
収穫の翌年1月頃に発酵を終えて完成品となり、1月から3月に新酒試飲会（チョッツ, txotx）が開催される。この試飲会の際に各醸造所は有力者や著名人を招いて大々的な行事を行う。
成分
- 水分 : 75-90%
- 酸度 : 0.1-1.0%
- 糖度 : 9-18%
- ペクチン : 0.05-2.0%
- タンニン : 0.02-0.6%
- その他 : 蛋白質、ビタミン、無機質、酵素

完成したリンゴ酒は一般的に5-6%のアルコール度数である。スペインの法律ではアルコール度数が4.5%以上、二酸化硫黄が100ミリグラム/リットル以下、揮発性有機酸が2.2グラム/リットル以下、二酸化炭素圧力1.5アトム以上（摂氏20度の場合）と規定されている。

### 消費

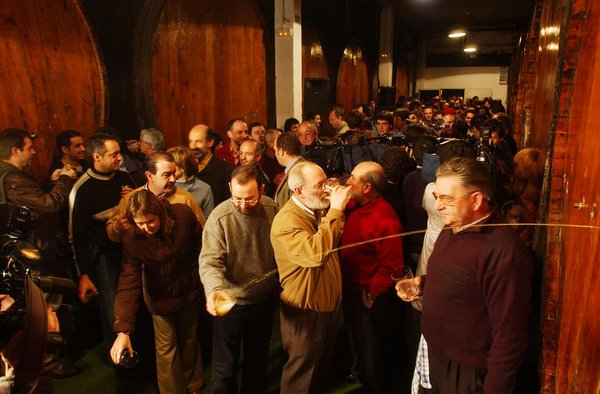
サン・セバスティアンにある半伝統的なチョッツ

20世紀を通じて、リンゴ酒はワインよりも生産地域で消費される傾向が強かった。今日ではバスク地方で生産されるリンゴ酒のうち90%以上はギプスコア県で生産されている。ギプスコア県内で収穫されたリンゴだけではまかない切れず、フランスやガリシア地方から原料を輸入しているため、地元産リンゴは60%程度である。
約10%はシーズン中にサガルドテギで飲まれ、約10%はアップルビネガーの製造に使用され、残りの約80%はボトル詰めされて販売される。主に750ミリリットルのガラス瓶に入れて販売され、スーパーマーケット、食料品店、酒販売店、醸造場レストランの売店などで販売されている。本来はボトル詰めする習慣がなく、醸造所のクペラと呼ばれる樽から直接グラスに注いで飲まれた。樽から勢いよく飛び出たリンゴ酒をグラスの側面で受け、気泡を含ませて3cmほど注ぎ、数口で飲みきるのが伝統的な飲み方である。
民主化移行期の1976年、バスク地方のリンゴ酒の総生産量は約200万リットルだったが、バスク州発足後の1983年には約800万リットルにまで増加した。その後はやや停滞したものの、1990年代には再び着実に増加しはじめ、世紀の変わり目には900万リットルを突破した。
| 1976 | 1983 | 1990 | 1995 | 2000 |
| ---- | ---- | ---- | ---- | ---- |
| 2.0  | 8.0  | 6.5  | 8.3  | 9.1  |

年間生産量の約50%がギプスコア県で販売され、約35%がバスク地方の他地域で販売され、残りがスペインの他地域およびスペイン国外で販売される。大半のリンゴ酒は非発泡性であるが、わずかに発泡性のサガルドも製造されている。かつては現在よりも多くの発泡性リンゴ酒が生産されたが、その多くは1980年代に閉鎖された。ウスルビルにあった4軒のうち残っているのは1軒のみである。

#### シーズン
公式なバスク地方のリンゴ酒のシーズンは毎年1月19日に始まり、4月または5月まで続く。ボトル詰めされたリンゴ酒は一年中飲むことができるが、ボトル詰めから1年以内に消費することが推奨されている。ボトルからグラスに注ぐ際は、高所から落とすように注いで気泡を含ませるエスカンシアールと呼ばれる注ぎ方を行う。

## 法制度
中世のギプスコア地方のフエロ（特権）はリンゴ酒に言及している。今日の生産者はスペインの原産地呼称制度であるデノミナシオン・デ・オリヘン(DO)、欧州連合(EU)の地理的表示である保護地理的表示(IGP)、バスク州の地理的表示であるエウスコ・ラベル(EL)をサガルドに適応させようと試みている。バスク地方にはリンゴ酒を取り巻く特定の法制度は存在しないが、スペインの法律では自然リンゴ酒を「加糖せず、内因性炭素ガスのみを使用して、伝統的製法で生産されたリンゴ酒。アルコール度数は最低4.5度」と規定している。1970年第25番政令や1972年第835番政令などでもリンゴ酒の生産方法を規制している。

## サガルドテギ

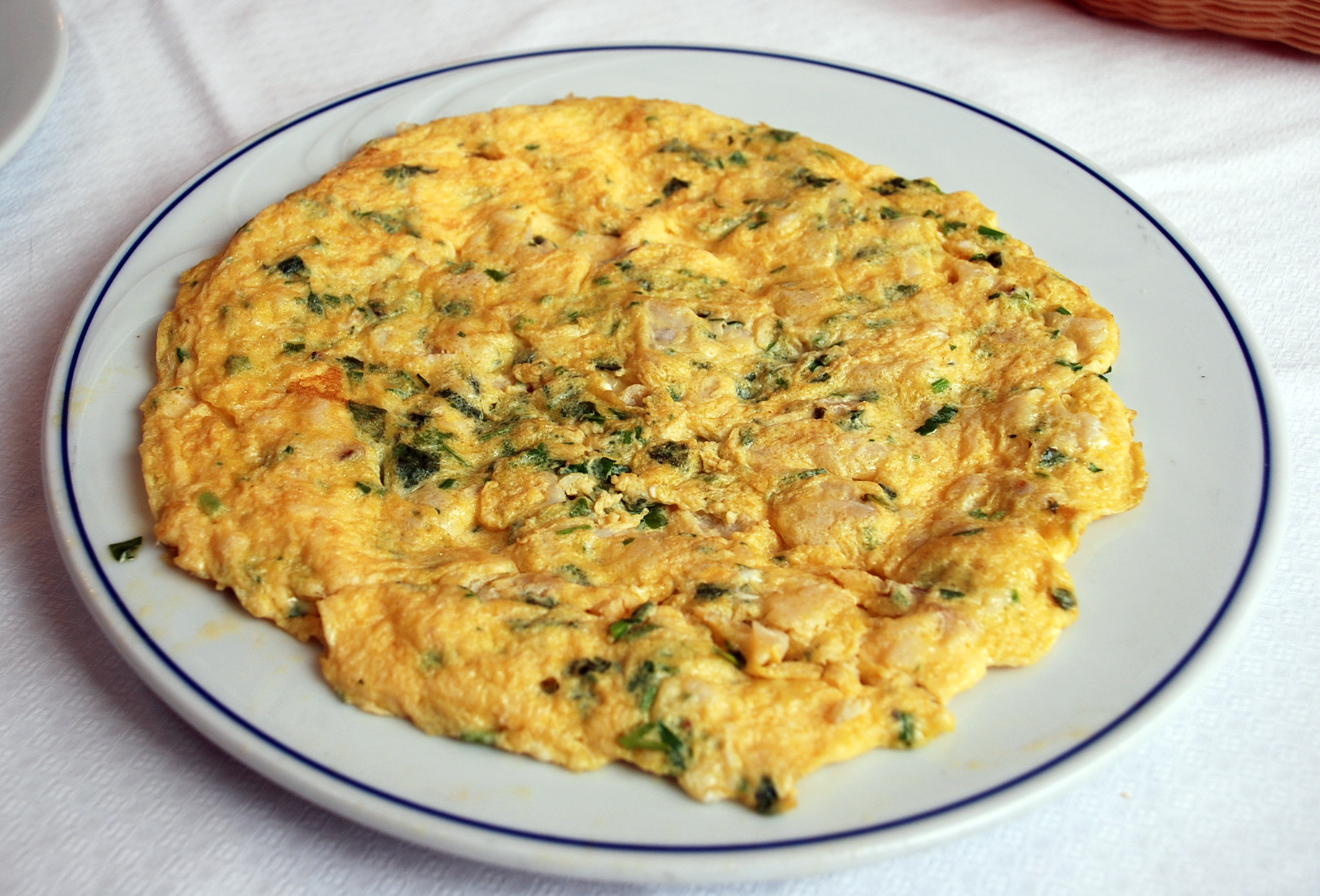
リンゴ酒とともに提供されることが多い干しタラのオムレツ

バスク地方ではリンゴ酒を提供する醸造所/飲食店のことをサガルドテギと呼ぶ。リンゴ酒は酸味や苦みを併せ持っており、様々な料理と合わせて飲むことができるが、特に揚げ物や牛肉と相性が良いとされる。今日のサガルドテギはステーキハウスとサイダーハウスの中間的な存在である。伝統的にサガルドテギでは、前菜としてパンやタラのオムレツ、メインとしてステーキ、デザートとしてマルメロ（柑橘類）のゼリーやクルミが提供される。
- 前菜 : タラのオムレツ、またはピーマンを添えたタラ
- メイン : ステーキ
- デザート : チーズ（特にイディアサバル・チーズ）、マルメロのゼリー、ナッツ

### 名称
サガルドテギという言葉は、バスク語で「リンゴ」を意味する「sagar」、「果実酒」を意味する「ardo」、「活動が行われる建物」を意味する接尾辞「-tegi」の3要素からなる。フランス領バスクの方言では「sagarno」や「sagarano」とも呼ばれるが、それはバスク祖語で「果実酒」を意味する語根*ardano を反映しているにすぎない。
今日の「ardo」という単語は「果実酒」を意味するが、本来の意味は「発酵飲料」だったとされる。「ブドウ」を意味する「mahats」、「果実酒」を意味する「ardo」を組み合わせた「mahatsarno」が「ワイン」として文献に登場することで本来の意味が証明されている。現代ではよりレストランの要素が強いサガルドテギが登場しており、圧搾機と料理場や食事空間が離れていない伝統的なサガルドテギはドラレ＝サガルドテギやトラレ＝サガルドテギなどと呼ばれる。スペイン語でサガルドテギはシドレリア(sidrería)と呼ばれ、フランス語でサガルドテギはchai à cidreと呼ばれる。多くのサガルドテギは、新酒の季節に合わせた1月から4月までの期間限定営業である。

### 地理的分布

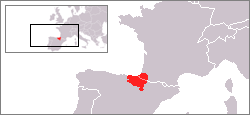
西ヨーロッパにおけるバスク地方

特にサガルドテギが多いギプスコア県

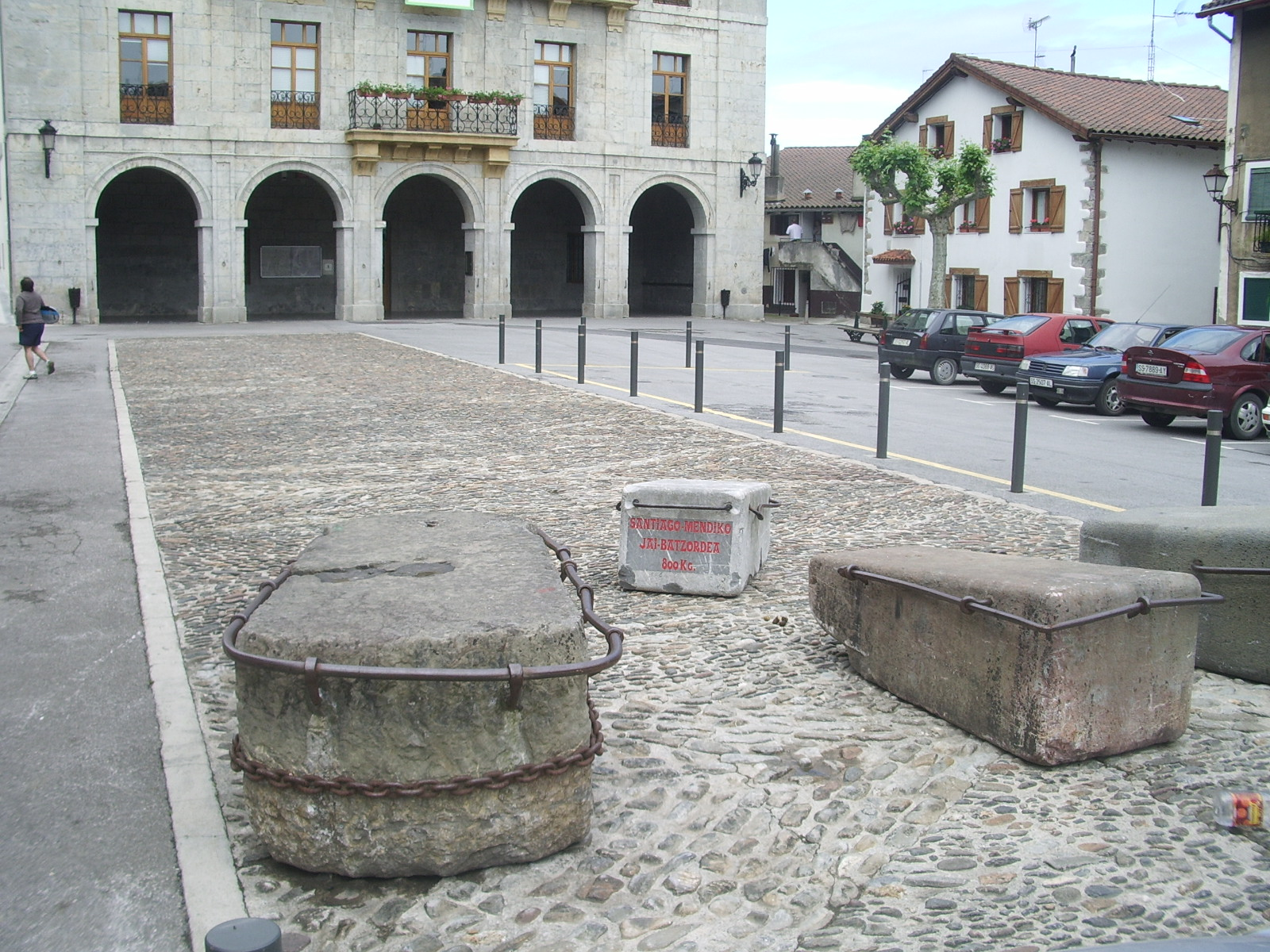
アスティガラガの主要広場

サガルドテギはスペインとフランスにまたがるバスク地方全体で見られるが、特にギプスコア県中部のエルナニやアスティガラガ周辺に多く見られる。ギプスコア県アスティガラガには12km2の自治体域に21軒もの醸造所が存在し、面積や人口の観点からはヨーロッパでもっともリンゴ酒醸造所の密度が高い場所（2011年時点）である。2007年時点では約60軒のサガルドテギがある。

#### スペイン
- アラバ県
  - アムリオ
  - アラマイオ（英語版）
- ビスカヤ県
  - アイアンギス（英語版）
  - ベリアトゥア（英語版）
  - ビルバオ
  - ディマ（英語版）
  - ガティカ（英語版）
  - ゲルニカ
  - ギサブルアガ（英語版）
  - イウレタ（英語版）
  - レサマ（英語版）
  - マルキナ＝シェメイン
  - メンデシャ（英語版）
  - ムンギア
  - ムシカ（英語版）
  - ソルノツァ
- ギプスコア県
  - アバルツィスケタ（英語版）
  - アドゥナ（英語版）（複数）
  - アイア（英語版）
  - アルツァガ（英語版）
  - アメスケタ（英語版）
  - アンドアイン（複数）
  - アステアス（英語版）
  - アスティガラガ（英語版）（20軒以上）
  - アタウン（英語版）
  - アスペイティア
  - サン・セバスティアン（複数）
  - エレンテリア
  - エルナニ（10軒以上）
  - オンダリビア
  - イカステギエタ（英語版）
  - イルン
  - デバ
  - ラサルテ＝オリア
  - レアブル（英語版）
  - レゴレタ（英語版）
  - オイアルツン（5軒）
  - オラベリア（英語版）
  - トロサ
  - ウルニエタ（英語版）（5軒以上）
  - ウスルビル（英語版）（5軒）
  - セライン（英語版）
  - スビエタ（複数）
- ナバーラ州
  - アルダツ（スペイン語版）
  - ベルエテ（スペイン語版）（複数）
  - レクンベリ（英語版）
  - レサカ
  - パンプローナ
  - レカロツ（スペイン語版）
  - ムルガレン（スペイン語版）

#### フランス
- ラブール
  - Biriatou（英語版）
  - Urrugne（英語版）
- バス＝ナヴァール
  - Lasse（英語版）

### 世界のシードルハウス

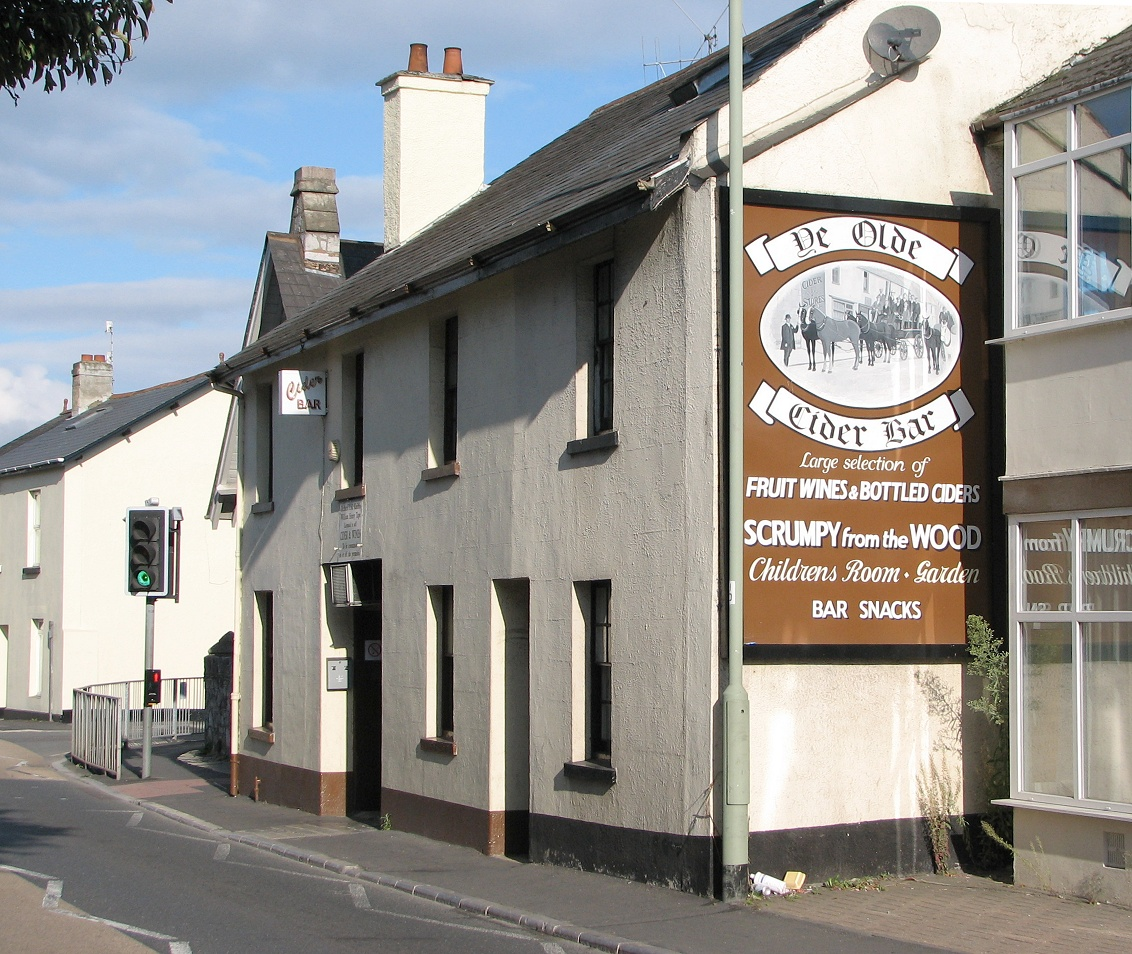
シードルを提供するイギリスのバル

世界的に見て、伝統的にシードルハウスは農場家屋や田舎家屋であり、地元で発酵させたシードルを提供している。地元の果樹園で栽培したリンゴを用いて敷地内で発酵させたシードルを販売するために、かつてシードルハウスは現在よりもありふれていた。1970年代に行われたシードルに対する課税や社会的な変化などの影響で、多くのシードルハウスはその名前のみに名残を残している。イギリスのWest Countryにはいくつかのシードルハウスが現存している。21世紀になって世界的にシードルの人気が高まっており、特にオーストラリアのメルボルンにあるBrunswick St Cider Houseなどのように、バル兼レストラン風のシードルハウスが開店している。